# Hermann Müller (Politiker, 1798)
Hermann Müller (* 18. September 1798 in Hanau; † 14. September 1841 ebenda) war ein deutscher Jurist und Mitglied der kurhessischen Ständeversammlung.

## Leben
Hermann Müller absolvierte ein Studium der Rechtswissenschaften und war von 1821 an als Kreissekretär beim Kreis Hanau beschäftigt, der nach der kurfürstlichen Verordnung vom 29. Juni 1821 (Trennung von Justiz und Verwaltung) zum Jahresbeginn 1822 gegründet wurde. 
Von 1831 bis 1832 hatte er ein Mandat für den kurhessischen Landtag, wo er das Amt des 3. Landtagskommissars ausübte.
Müller wechselte zur Justiz und wurde 1834 Obergerichtsrat am Obergericht Hanau und 1836 Oberappellationsgerichtsrat beim Appellationsgericht Kassel.